# Lekarze bez Granic
Lekarze bez Granic (MSF, od fr. Médecins sans frontières; ang. Doctors without Borders) – międzynarodowa organizacja pozarządowa utworzona w 1971 roku przez grupę francuskich lekarzy, działająca w ponad 80 krajach, w szczególności Trzeciego Świata, oraz w krajach ogarniętych wojną. Jej siedzibą jest Genewa.
Organizacja została założona przez francuskich lekarzy i dziennikarzy niosących pomoc humanitarną w czasie wojny w Biafrze, jednocześnie krytykujących działalność Międzynarodowego Komitetu Czerwonego Krzyża w czasie tej wojny.
Organizacja powstała w wierze, że wszyscy ludzie mają prawo do opieki medycznej i że to prawo jest ważniejsze niż granice państwowe. Dostarcza ona opieki medycznej zarówno w przypadkach nagłych (działania zbrojne, epidemie), jak i w przypadku endemii (np. malarii). Lekarze z MSF ryzykują życie, by udzielać pomocy medycznej ludziom w strefach walk.
Lekarze bez Granic często protestowali na forum Narodów Zjednoczonych przeciw zbrodniom wojennym w imieniu ludności pozbawionej własnej oficjalnej reprezentacji, jak w Czeczenii i Kosowie.
MSF składa się z wolontariuszy oraz stałych pracowników i jest sponsorowana przez osoby prywatne, organizacje non-profit, przedsiębiorstwa i rządy.
Organizacja otrzymała wiele wyróżnień za swoje działania, w tym Pokojową Nagrodę Nobla w 1999.